# Massilieurodes chittendeni
Massilieurodes chittendeni là một loài côn trùng cánh nửa trong họ Aleyrodidae, phân họ Aleyrodinae.
Massilieurodes chittendeni được Laing miêu tả khoa học đầu tiên năm 1928.